# Edobich
Edobich, latinisiert Edobic(h)us († 411 in Gallien), war ein spätantiker römischer Offizier fränkischer Abstammung.
Über Edobichs Karriere bis 407 ist kaum etwas bekannt, doch war er offenbar ein erfahrener Soldat und scheint über einige militärische Begabung verfügt zu haben. Seit dem Jahr 407 fungierte er als magister militum (Heermeister) unter dem weströmischen Usurpator Konstantin (III.) und kämpfte siegreich gegen die Truppen des regulären Westkaisers Honorius. Noch 407 zwang Edobich den weströmischen General Sarus dazu, die Belagerung von Valentia, wohin sich Konstantin zurückgezogen hatte, nach wenigen Tagen aufzuheben; Sarus musste sich nach Italien zurückziehen.
Als sich Gerontius gegen Konstantin erhob, wurde Edobich zu den Franken und Alamannen geschickt, um dort Truppen gegen Gerontius zu sammeln. 411 wurde jedoch Konstantin von Kaiser Honorius gegenüber loyalen weströmischen Truppen unter dem Kommando des Heermeisters Flavius Constantius in Arelate eingeschlossen. Edobich führte starke Verbände heran, um die Belagerung aufzuheben, wurde aber in einer Schlacht von Constantius und Ulfilas besiegt. Konstantin ergab sich daraufhin und wurde hingerichtet. Edobich floh zu Ecdicius, einem vornehmen Gallorömer, dem Edobich in der Vergangenheit geholfen hatte und den er für einen Freund hielt. Ecdicius wollte sich jedoch mit den Siegern arrangieren und ließ Edobich ermorden und den abgeschlagenen Kopf Constantius in der Hoffnung überbringen, nun belohnt zu werden. Ecdicius wurde für diese Tat zwar formal gelobt, erhielt jedoch keine Belohnung und wurde für seinen Verrat an einem Freund indirekt getadelt.
Wichtigste Quellen sind Zosimos (Buch 6, Kapitel 2) und die Kirchengeschichte des Sozomenos (Buch 9, Kapitel 13–15) – beide stützten sich anscheinend auf das heute verlorene Werk des Olympiodoros von Theben – sowie die Historien des Gregor von Tours (Buch 2, Kapitel 9; Gregor stützte sich dabei auf Renatus Profuturus Frigeridus).